# Szymon Biliński
Szymon Biliński (ur. 16 kwietnia 1899 we Lwowie, zm. 1 sierpnia 1979) – polski działacz religijny, były członek i działacz kilku wspólnot protestanckich (baptyści, ewangeliczni chrześcijanie, chrystusowi, metodyści, luteranie) w Polsce, z których był usuwany w atmosferze skandalu. Próbował założyć własny Kościół. Był tajnym współpracownikiem Urzędu Bezpieczeństwa i donosił na protestanckich duchownych. Wchodził w konflikt z prawem i kilkakrotnie został aresztowany. Pod koniec życia wyemigrował do USA. 

## Życiorys
Urodził się w 1899 roku w rodzinie prawosławnej. W wieku 9 lat stracił ojca i odtąd wychowywał się w domu baptystycznego pastora Jana Petrasza. W 1919 roku walczył w oddziale Petlury, w 1920 roku został internowany i osadzony w obozie w Słupcu. W latach 1924–1926 ukończył seminarium baptystyczne, po czym został działaczem w Związku Zborów Słowiańskich Baptystów w Polsce, w lipcu 1926 roku objął placówkę w Poznaniu. Przez krótki okres był redaktorem naczelnym wydawanego przez baptystów ukraińsko-języcznego miesięcznika „Pisłaniec Prawdy”. W 1926 roku został wybrany na prezesa Zrzeszenia Stowarzyszeń Młodzieży, działającym przy Kościele baptystów.
Ożenił się z Józefą Czarnecką (ur. 1901), działaczką wśród kobiet, którą rodzice wypędzili z domu. Jego kariera w Kościele baptystów dobrze się zapowiadała, w 1926 roku został członkiem Rady Naczelnej Kościoła, jednak ze wspólnoty baptystów został usunięty w atmosferze skandalu (seks przedmałżeński). Przeszedł do Związku Ewangelicznych Chrześcijan. Opuszczając baptystów, rozbił zbór w miejscowości Kolonia Baptystów. Ze Związku Ewangelicznych Chrześcijan został usunięty ze względu na brak lojalności. Następnie przez pewien okres należał do Kościoła Metodystów, a w 1933 roku ponownie powrócił do ewangelicznych chrześcijan. 
W 1942 roku zamieszkał w Warszawie, w 1944 wywieziony został na roboty do Neuwied. Pod koniec wojny przewieziony został do Lebenstein, gdzie został wyzwolony przez Amerykanów. Amerykanie przewieźli do obozu w Elsterbergu, gdzie pozostał do wkroczenia Armii Czerwonej. W sierpniu 1945 roku przybył do Lwowa. Podczas wojny współpracował z Gestapo, a po wkroczeniu wojsk radzieckich z NKWD (ps. „Siemionow”). Początkowo mieszkał we Lwowie, ale w sierpniu 1946 roku przybył do Polski jako repatriant. W październiku 1946 roku zamieszkał w Ząbkach pod Warszawą. Zaczął pracować u ewangelicznych chrześcijan jako kaznodzieja, ale już w sierpniu 1947 roku został usunięty. Niedługo potem został kaznodzieją ZKCh i prowadził działalność misyjną na terenie Warszawy i okolic. We wrześniu został członkiem Prezydium ZKCh, był kierownikiem działu misyjnego. Jednak 12 maja 1948 roku został wydalony z ZKCh, po czym próbował założyć własną wspólnotę. W roku 1950 i 1951 starał się uzyskać pracę u metodystów, na początku roku 1953 został diakonem u biskupa Michelisa, z Kościoła Ewangelicko-Augsburskiego.
W maju 1965 roku zezwolono mu na wyjazd do USA, gdzie dożył reszty swoich dni. Zamieszkał w stanie Maryland. Zmarł 1 sierpnia 1979 roku.
Miał dwóch synów, Aleksandra (ur. 1929) i Bogdana (ur. 1930). Bogdan zmarł w 1952 roku.

## Polski Związek Ewangeliczny
W lipcu 1948 roku wespół z Eugeniuszem Kupskim i Kazimierzem Najmałowskim próbował utworzyć Polski Związek Ewangeliczny. Wszyscy trzej pracowali dla UB. Kościół ten miał się tym wyróżniać spośród innych, że został stworzony na wzór „radziecki”. Początkowo związek ten liczył trzy zbory (Ząbki, Łódź i Morawy). Biliński próbował zalegalizować ten związek, jednak bezskutecznie. W 1949 roku został przyjęty na okres próbny do Chrześcijańskiej Rady Ekumenicznej. W lipcu 1950 roku Najmałowski przeszedł ze swoim zborem do metodystów, a Biliński zgłosił chęć powrotu do Związku Ewangelicznych Chrześcijan (ZECh). Szenderowski uzależnił przyjęcie Bilińskiego do ZECh od przeprosin, które nie nastąpiły.
W 1952 roku funkcjonował już tylko jeden zbór tego związku prowadzony przez Józefinę, żonę Bilińskiego, który znany był odtąd jako „grupa Patricka”. Siedziba zboru mieściła się w Bródnie (dzielnica Warszawy). W 1955 roku próbowano założyć zbór w Łomży. W czerwcu 1955 roku Departament V Komitetu do spraw Bezpieczeństwa Publicznego zastanawiał się nad włączeniem tej grupy w struktury ZKE. Sam Biliński od 1952 roku oficjalnie nie był związany z tym ugrupowaniem, przystąpił do luteran. W marcu 1952 roku ukończył przyśpieszony kurs dla diakonów zorganizowany przez Zygmunta Michelisa. Brak dowodów na działalność „grupy Patricka” po roku 1955.

## Informator „Żebrowski”

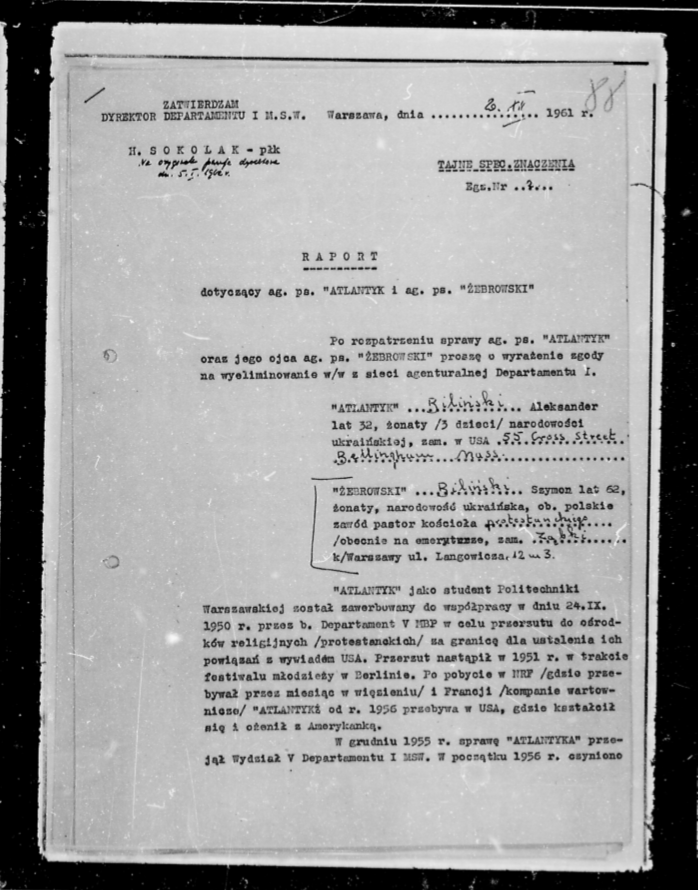
Raport dot. TW „Żebrowskiego” oraz „Atlantyka” (syna „Żebrowskiego”).

Dla organów BP zaczął pracować w lutym 1947 roku. Jako informator został zarejestrowany 15 marca 1947 roku, otrzymał pseudonim „Żebrowski”. Jego doniesienia agenturalne zawierały wiele oskarżeń pod adresem działaczy Kościołów ewangelikalnych. W swoim pierwszym doniesieniu z 14 lutego 1947 roku opisał działalność wyznań niekatolickich w Polsce. Najwięcej uwagi poświęcił metodystom. Zarzucił im, że mają największe wpływy w Radzie Ekumenicznej, są najsilniejsi finansowo, są finansowani przez Zachód, zarzucił im pracę dla angielskiego lub amerykańskiego wywiadu. Według jego relacji Konstanty Najder, superintendent Kościoła Metodystycznego miał kontrolować dwóch ministrów w rządzie. Metodystom mieli podlegać zielonoświątkowcy i adwentyści. U zielonoświątkowców widział dużą liczbę ukraińskiego elementu przestępczego. Działalność baptystów ocenił jako bardzo szkodliwą – „oni już dawno winni siedzieć w więzieniu”. W późniejszych donosach oskarżał już głównie przywódców Zjednoczonego Kościoła Ewangelicznego, ZKCh i Polskiego Kościoła Chrześcijan Baptystów (Ludwik Szenderowski, Jerzy Sacewicz, Stanisław Krakiewicz, Aleksander Kircun), zarzucał im współpracę z sanacją, z niemieckim okupantem, a po wojnie mieli wysługiwać się Amerykanom. 
Biliński donosił i oskarżał nie tylko jako informator UB, robił to także w sposób jawny. W listopadzie 1948 roku przesłał do Ministerstwa Administracji Publicznej swój życiorys, w którym zawarł informacje na temat dwóch działaczy ewangelikalnych – Szenderowskiego i Sacewicza. Zarzucił im współpracę z wywiadem angloamerykańskim. 28 lutego 1949 roku zgłosił się do biura Okręgowego Inspektoratu Ochrony Skarbowej w Warszawie, gdzie został przesłuchany. Oskarżył czołowych polskich działaczy ewangelikalnych o szerzenie propagandy antyradzieckiej i wysługiwanie się amerykańskiemu imperializmowi. Pracował dla UB pod kilkoma pseudonimami. 
Wraz z Eugeniuszem Kupskim („Eagle”) należał do tych tajnych współpracowników UB/SB, którzy dostarczyli najwięcej szkodliwych informacji na temat ewangelikalnych działaczy. Charakterystyki ewangelikalnych działaczy z roku 1949 i roku 1950 zostały sporządzone w oparciu o doniesienia „Żebrowskiego” i „Eagle’a”. 13 listopada 1956 roku został wyeliminowany z czynnej sieci informatorów ze względu na dekonspirację. Jednak już na początku 1957 roku ponownie został zwerbowany, a w 1962 wyeliminowany ze względu na „krętactwa, brak szczerości oraz dekonspirację w swoim środowisku”. W notatce sporządzonej przez pracownika MSW w 1963 roku oceniono, że „dał wiele informacji, które pozwoliły poznać środowisko mniejszościowych związków religijnych w Polsce”.
Syn Bilińskiego, Aleksander, również został zwerbowany, otrzymał pseudonim „Atlantyk” (27 listopada 1950 roku).

## Konflikty z prawem
Był także rozpracowywany przez UB i kilkakrotnie został osadzony w areszcie (nielegalne posiadanie broni, handel na czarnym rynku). 
W sierpniu 1948 roku został aresztowany, ze względu na posiadanie broni, podczas przesłuchań dostarczył oficerom śledczym materiał obciążający przywódców ewangelikalnych. Utrzymywał, że to on utworzył ZKE, został jednak zeń wyrzucony, bo chciał uniezależnić ten Kościół od wpływów amerykańskich, z ZKCh został wyrzucony, bo Sacewicz obawiał się konkurencji z jego strony. Twierdził, że to właśnie on spowodował rozłam w KChWE. Po kilku dniach został uwolniony.
W 1953 roku Departament XI (dawny Departament V) MBP ponownie postanowił rozpracowywanie Bilińskiego. 
W 1960 roku został aresztowany za handel obcą walutą oraz paczkami, które otrzymywał z Zachodu. Ponownie został aresztowany w 1963 roku i groziło mu wieloletnie więzienie.

## Oceny
Henryk Ryszard Tomaszewski był zdania, że do aresztowań z roku 1950 najbardziej przyczynił się właśnie Biliński. Natomiast Jan Mironczuk pomniejsza rolę Bilińskiego w owych aresztowaniach, ponieważ podobnych informatorów mieli wtedy więcej, Biliński nie był wśród nich najważniejszym, co więcej był przez nich inwigilowany. Według Michalaka Biliński był usuwany z Kościołów ewangelikalnych ze względu na brak lojalności i uczciwości. Karol Karski określił, że miał naturę awanturnika i rozłamowca. Według L. Jańczuka „posiadał rzadką zdolność wchodzenia do wszelkich środowisk protestanckich, nawiązywania nowych kontaktów, bywał na ważnych konferencjach, spotkaniach, interesował się gośćmi z zagranicy”. 